# Desastre aeri de Múnic

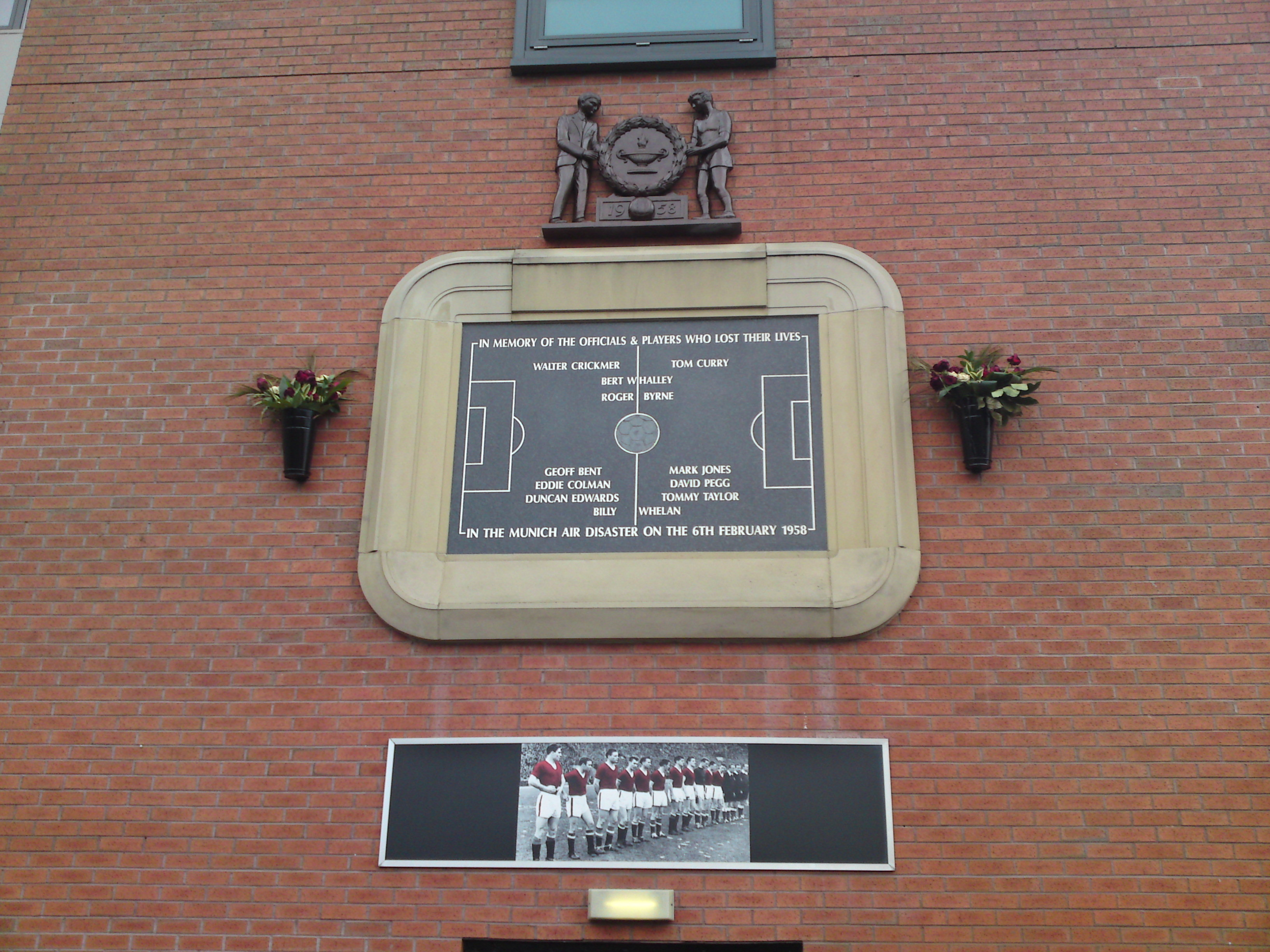
Placa a Old Trafford en memòria del desastre de Múnic.

El desastre aeri de Múnic fou un accident ocorregut a Múnic el 6 de febrer de 1958, quan el Vol 609 de la British Airways s'estavellà a l'aeroport de Múnic. A l'avió hi viatjava la plantilla completa del Manchester United. En total varen morir-hi 23 persones, comptant-hi futbolistes, tècnics i personal aeri, i hi va haver 21 supervivents.

## Morts

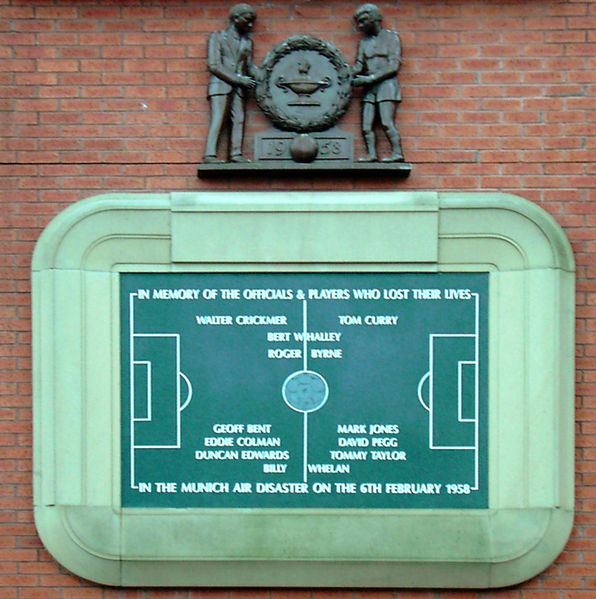
Memorial de l'accident a Old Trafford (detall).

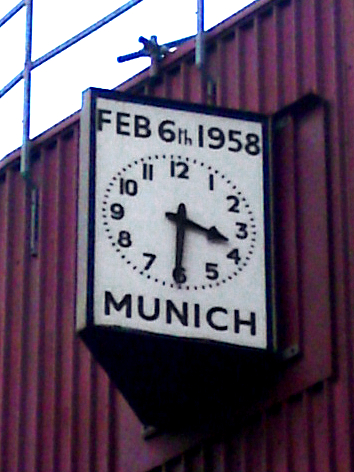
El rellotge de Múnic, al corner sud-est d'Old Trafford.

### Tripulació
- Capità Kenneth «Ken» Rayment, copilot (va sobreviure a l'accident però patí múltiples lesions i morí a l'hospital tres setmanes després)
- Tom Cable, assistent de vol

### Passatgers
Jugadors del Manchester United
- Geoff Bent
- Roger Byrne
- Eddie Colman
- Duncan Edwards (sobrevisqué a l'accident, però morí a l'hospital 15 dies després)
- Mark Jones
- David Pegg
- Tommy Taylor
- Liam «Billy» Whelan

Personal del Manchester United
- Walter Crickmer, secretari
- Tom Curry, entrenador
- Bert Whalley, entrenador

Periodistes
- Alf Clarke, Manchester Evening Chronicle
- Donny Davies, Manchester Guardian
- George Follows, Daily Herald
- Tom Jackson, Manchester Evening News
- Archie Ledbrooke, Daily Mirror
- Henry Rose, Daily Express
- Frank Swift, News of the World (antic futbolista, morí de camí a l'hospital)
- Eric Thompson, Daily Mail

Altres passatgers
- Bela Miklos, agent de viatges
- Willie Satinoff, seguidor

## Supervivents

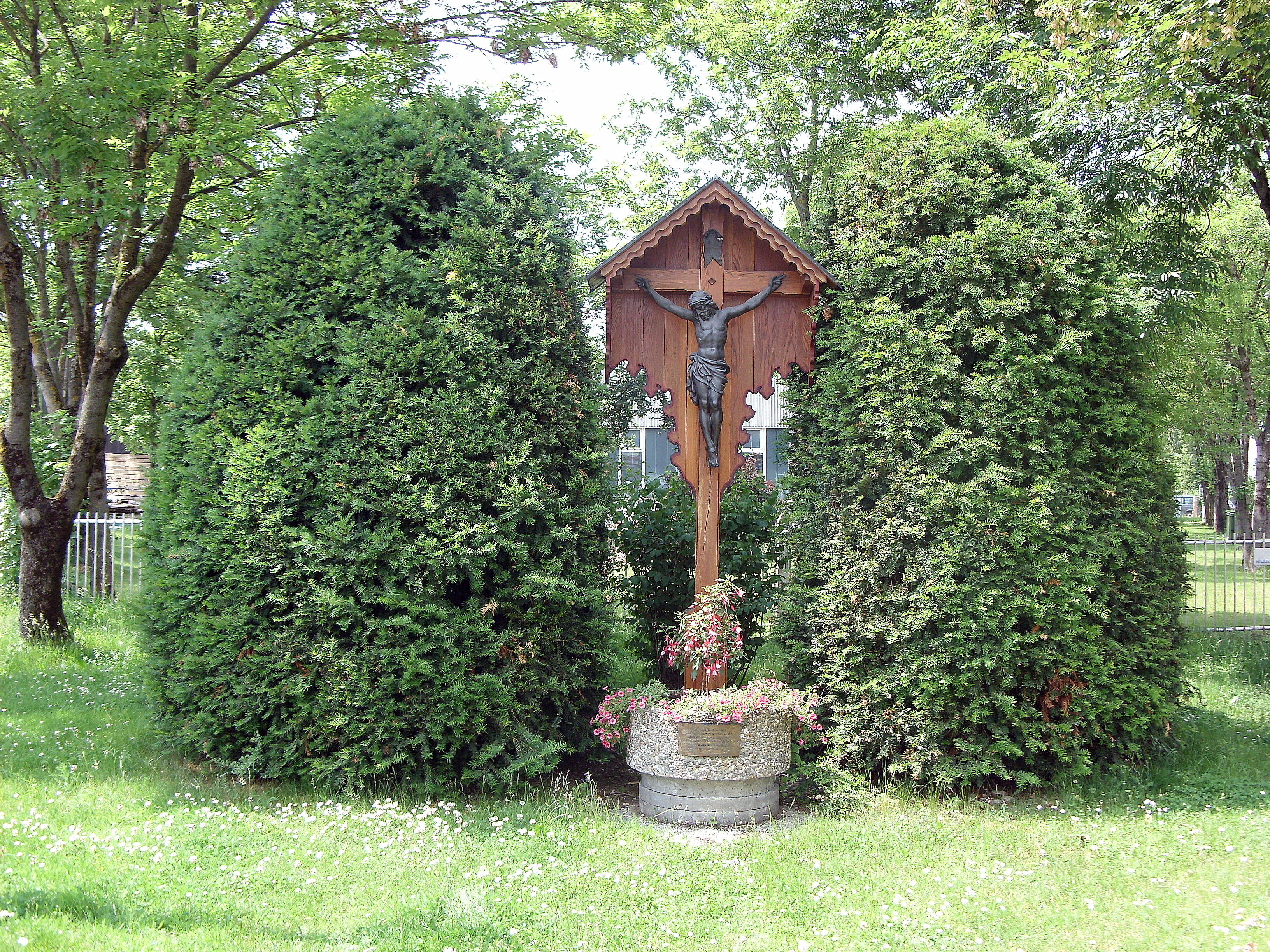
Memorial.

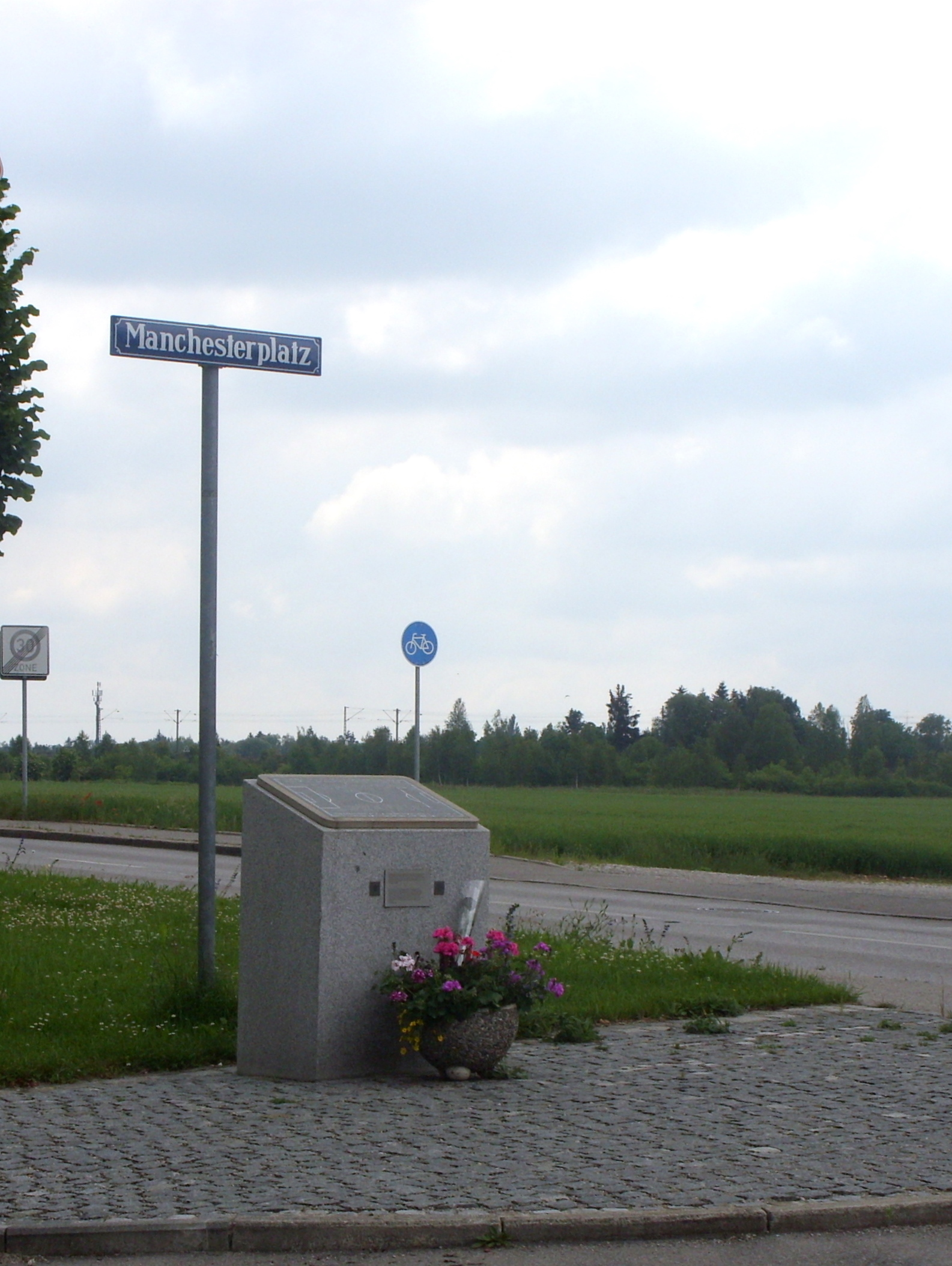
Memorial.

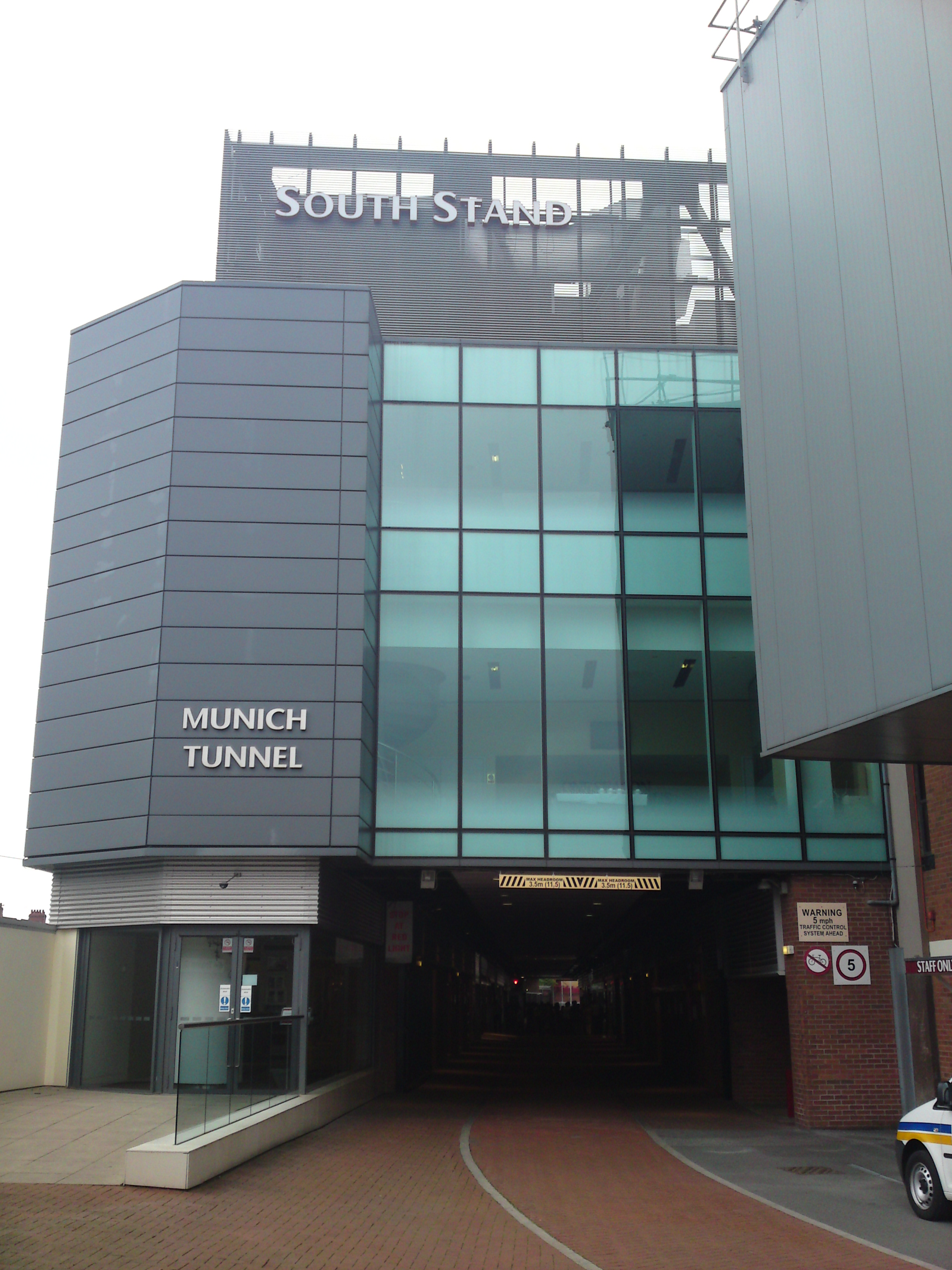
Tunnel anomenat Múnic a Old Trafford amb motiu del 50è aniversari l'any 2008.

### Tripulació
- Margaret Bellis, assistent de vol
- Rosemary Cheverton, assistent de vol
- George William "Bill" Rodgers, oficial de ràdio
- Capità James Thain, pilot

### Passatgers
Jugadors del Manchester United
- Johnny Berry (mai tornà a jugar)
- Jackie Blanchflower (mai tornà a jugar)
- Bobby Charlton
- Bill Foulkes
- Harry Gregg
- Kenny Morgans
- Albert Scanlon
- Dennis Viollet
- Ray Wood

Personal del Manchester United
- Matt Busby, entrenador

Periodistes
- Ted Ellyard, Daily Mail telegrafista
- Peter Howard, Daily Mail fotògraf
- Frank Taylor, News Chronicle reporter

Altres passatgers
- Vera Lukić i la seva filla nadó Venona, passatgers salvats pel futbolista Harry Gregg. En el moment de l'accident estava embarassada del seu fill Zoran, qui també va sobreviure
- Eleanor Miklos, dona de Bela Miklos
- Nebosja Bato Tomašević, diplomàtic iugoslau